# Firewater
Firewater je americká hudební skupina, kterou vede Tod A. Vznikla v roce 1995 v New Yorku poté, co Tod A. odešel z Cop Shoot Cop. Ve své tvorbě kombinuje punk rock s romskou hudbou, klezmerem, kabaretem, ska a dalšími styly. Své první album Get Off the Cross, We Need the Wood for the Fire vydala v roce 1996 ve vydavatelství Jetset Records. Následovala alba The Ponzi Scheme (1998), Psychopharmacology (2001), The Man on the Burning Tightrope (2003), Songs We Should Have Written (2004; album obsahuje coververze písní například od Johnnyho Cashe, Toma Waitse a The Rolling Stones), The Golden Hour (2008) a International Orange! (2012). Po vydání poslední desky se Tod A. z nahrávání a koncertování odmlčel a věnoval se výchově dcery. Skupinou prošla řada hudebníků, jediným stálým členem je Tod A. Kapela několikrát vystupovala i v Česku, například v roce 2009 na festivalu Rock for People.